# Paiban

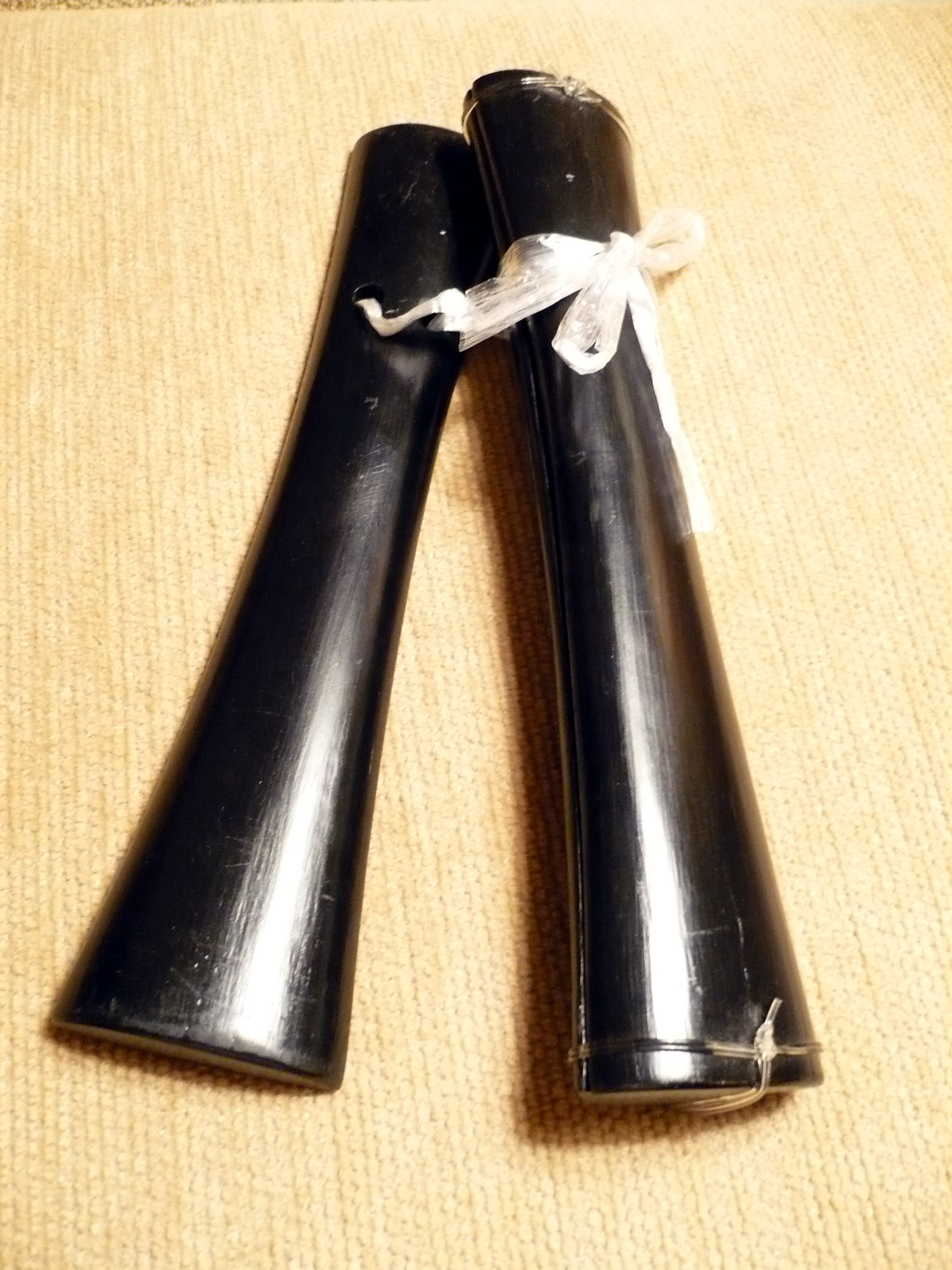
Un paiban utilizado en música Chaozhou

El paiban (Chino: 拍板; Pinyin: pāibǎn) es una claqueta hecha de varias piezas de madera dura o de bambú, que se utiliza en la música China de diversas maneras. Hay muchos tipos diferentes de paiban, y también se denomina al instrumento como bǎn (板), tánbǎn (檀板, literalmente "claqueta de madera de sándalo"), mùbǎn (木板, literalmente "claqueta de madera"), o shūbǎn (书板). Los materiales típicos utilizados para la fabricación del paiban incluye zitan (紫檀, palisandro o sándalo rojo), hongmu (红木), o hualimu (花梨木, palisandro), o bambú, atando los listones suavemente en un hilo anudado en un extremo. Se sujeta de forma vertical en una mano y, chocandolos juntos se produce un nítido sonido de claqueteo. 
Cuando se utiliza de manera conjunta con un pequeño tambor (ambos instrumentos tocados por un único músico: el paiban suejeto en una mano y el tambor tocado con una baqueta colocada en la otra mano), los dos instrumentos se denominan simultáneamente guban (鼓板). De una manera un tanto confusa, en ocasiones, también se refiere solo a la claqueta, sin el tambor, como guban. 
Cuando el paiban, se utiliza como parte del guban se puede encontrar en varios géneros del shuochang (historia china cantanda), así como en la Ópera de Pekín, el Kunqu, y la Ópera Yue. También se utiliza en música instrumental, como el Jiangnan sizhu, el Chaozhou xianshi, el Sunan chuida (苏南吹打), el Nanguan, el Shifan luogu (十番锣鼓), y el Shanxi batao (山西八套).